# Przygody Elma w krainie zrzęd
Przygody Elma w krainie zrzęd (ang. The Adventures of Elmo in Grouchland, 1999) – amerykański film familijny wyprodukowany przez Columbia Pictures.
Film z polskim dubbingiem był emitowany w Polsce jedynie na kanale MiniMini (premiera: 28 lutego 2009 roku). W pozostałych stacjach telewizyjnych był emitowany w wersji lektorskiej.

## Opis fabuły
Czerwony Elmo, jeden z mieszkańców ulicy Sezamkowej, ponad wszystko na świecie kocha swój niebieski kocyk i nigdy się z nim nie rozstaje. Kiedy Oscar wrzuca ulubiony kocyk do śmietnika, Elmo pragnie go odzyskać. Trafia do krainy zamieszkiwanej przez Zrzędy. Grasuje tu chciwy Huxley, który porywa i przywłaszcza sobie wszystko, co znajdzie na swojej drodze. Aby odnaleźć zaginiony kocyk, Elmo musi dotrzeć do samej Królowej Śmieci.

## Obsada
- Kevin Clash – Elmo
- Fran Brill – Zoe
- Jerry Nelson – Hrabia von Hrabia
- Carmen Osbahr – Rosita
- Martin P. Robinson –
  - Potwór Telly,
  - Pestie
- Caroll Spinney –
  - Wielki Ptak,
  - Oscar
- Steve Whitmire –
  - Ernie,
  - Sharon Groan
- Frank Oz –
  - Bert,
  - Grover,
  - Ciasteczkowy potwór
- Ruth Buzzi – Ruthie
- Alison Bartlett O'Reilly – Gina
- Emilio Delgado – Luis
- Bob McGrath – Bob
- Loretta Long – Susan
- Sonia Manzano – Maria
- Roscoe Orman – Gordon

## Wersja polska
Opracowanie wersji polskiej: na zlecenie MiniMini – Start International Polska

Reżyseria: Paweł Galia

Dialogi polskie: Piotr Radziwiłowicz

Dźwięk i montaż: Jerzy Wierciński

Kierownictwo produkcji: Anna Kuszewska

Udział wzięli:
- Tomasz Bednarek – Elmo
- Małgorzata Puzio – Zoe
- Marek Bocianiak – Tolek
- Tomasz Steciuk – Huxley
- Maciej Robakiewicz – Owad
- Katarzyna Łaska – Królowa śmieci
- Aleksander Mikołajczak – Żółtodziób
- Jakub Szydłowski – Oskar
- Janusz Zadura – Grover

oraz
- Janusz Wituch – Ernie
- Mieczysław Morański – Burt
- Andrzej Chudy – Klient
- Zbigniew Konopka – Ciasteczkowy Potwór
- Jarosław Domin – Liczyhrabia
- Beata Wyrąbkiewicz – Gryzia
- Ewa Serwa
- Paweł Szczesny
- Monika Wierzbicka
- Grzegorz Kucias
- Wojciech Paszkowski
- Klaudiusz Kaufmann

i inni
Lektor: Paweł Galia